# Bund der Kommunisten von Bosnien und Herzegowina
Der Bund der Kommunisten von Bosnien und Herzegowina (serbokroatisch Савез комуниста Босне и Херцеговине Savez komunista Bosne i Hercegovine, СК БиХ/SK BiH) war eine kommunistische Partei in Bosnien und Herzegowina und ein Teil des Bundes der Kommunisten Jugoslawiens, der Regierungspartei im ehemaligen Jugoslawien.

## Geschichte
Die Partei wurde 1943 als die Kommunistische Partei Bosnien und Herzegowinas gegründet, bevor sie in die Kommunistische Partei Jugoslawiens eingegliedert wurde. Zu Beginn der 1990er Jahre brachten Spannungen zwischen den Teilrepubliken Jugoslawiens den BdKJ zum Zusammenbruch.

## Parteiführer
1. Đuro Pucar (Dezember 1943 – März 1965)
2. Cvijetin Mijatović (März 1965–1969)
3. Branko Mikulić (1969 – April 1978)
4. Nikola Stojanović (April 1978 – Mai 1982)
5. Hamdija Pozderac (23. Mai 1982 – 28. Mai 1984)
6. Mato Andrić (28. Mai 1984 – Juni 1986)
7. Milan Uzelac (Juni 1986 – Mai 1988)
8. Abdulah Mutapčić (Mai 1988 – 29. Juni 1989)
9. Nijaz Duraković (29. Juni 1989 – Dezember 1990)